# Joakim Hassila
Joakim Hassila (11 de noviembre de 1972) es un deportista sueco que compite en tiro con arco, en la modalidad de arco desnudo. Ganó una medalla de oro en el Campeonato Europeo de Tiro con Arco en Sala de 2022, en la prueba por equipo.

## Palmarés internacional
| Campeonato Europeo en Sala | Campeonato Europeo en Sala | Campeonato Europeo en Sala | Campeonato Europeo en Sala |
| Año                        | Lugar                      | Medalla                    | Prueba                     |
| -------------------------- | -------------------------- | -------------------------- | -------------------------- |
| 2022                       | Laško (Eslovenia)          | Medalla de oro             | Equipo                     |